# Palazzo Melzi di Cusano
Palazzo Melzi di Cusano è un palazzo storico di Milano situato in via Monte Napoleone al civico 18.

## Storia
Il palazzo è in stile neoclassico ispirato a palazzo Serbelloni e fu realizzato a partire dal 1830 su progetto di Giovanni Battista Bareggi. Il palazzo fu costruito rimaneggiando pesantemente un preesistente palazzo del XV secolo, di cui è rimasto solo un affresco attribuito a Bernardino Luini, staccato dalla cappella del palazzo e sistemato nei saloni del nuovo palazzo.

## Descrizione
Esattamente come nel palazzo Serbelloni, la parte centrale della facciata è leggermente aggettante e incorniciata tra un colonnato ionico di ordine gigante che sorreggono un timpano triangolare a formare una loggia: tra il primo ed il secondo piano è inserito un altorilievo di Gaetano Monti delle Imprese di Francesco Sforza. Rispetto all'architettura del Cantoni tuttavia la decorazione appare meno elaborata e più massiccia. Particolarmente ricca è la decorazione originale neoclassica, con stucchi e pavimenti a mosaico, perfettamente conservata nel primo piano.